# Jean-Jacques Vierne
Pour les articles homonymes, voir Vierne.
Jean-Jacques Vierne est un réalisateur français né le 31 janvier 1921 à Courbevoie et mort le 17 juin 2003 dans le 12e arrondissement de Paris.  
Il  est inhumé au cimetière parisien de Pantin dans la 134e division.  Il est le père de l'architecte Bruno Fortier.  

## Filmographie

### Réalisateur
- 1961 : Tintin et le Mystère de la Toison d'or
- 1961 : La Fête espagnole
- 1962 : Rue du Havre
- 1964 : Vol 2027 (série TV)
- 1966 : À nous deux Paris !
- 1983 : Le mystère de la chambre jaune (Série radiophonique)

### Assistant-réalisateur
- 1951 : Un grand patron, d'Yves Ciampi
- 1953 : Le Guérisseur d'Yves Ciampi
- 1954 : Du rififi chez les hommes, de Jules Dassin
- 1957 : Typhon sur Nagasaki, d'Yves Ciampi